# Јањина (острво)
Јањина (грч. Νήσος Ιωαννίνων) је острво на северозападу Грчке.

## Историја
Налази се у Јањинском језеру, периферија Епир. Острво према попису из 2011. године има 219 становника. То је прво по насељености језерско острво Грчке, а острво Свети Ахил које се налази у Малом Преспанском језеру је друго са 21 становником.
Површина острва је 0,2 km², максимална дужина 800 метара и максимална ширина 500 метара. Популација острва у 2001. години је била 347 становника, а према попису из 2011. године 219 становника. Може се до њега доћи бродом од града Јањине или трајектом са оближње обале.
Острво се помиње у 13. веку, када је подигнут први манастир „Светог Николе” (1291).
У време Османског царства острво бележи процват, поготово када су крајем 15. века и почетком 16. века изграђена два православна манастира. Током 17. века забележено је постојање три манастира око којих је формирано и мало село. Острво је доживело напредак и за време јањинског Али Паше.

## Становништво
Преглед становништва у свим пописним годинама од 1928. до данас:
| Година       | 1928 | 1940 | 1951 | 1961 | 1971 | 1981 | 1991 | 2001 | 2011 |
| Становништво | 477  | 475  | 505  | 463  | 465  | 464  | 348  | 343  | 219  |